# Bobby Ford
Robert Ford, più conosciuto con il diminutivo Bobby Ford (Bristol, 22 settembre 1974) è un ex calciatore inglese, di ruolo centrocampista.

## Carriera
Esordisce tra i professionisti all'età di 18 anni nella stagione 1992-1993 con l'Oxford Utd, club di seconda divisione; dopo due stagioni in questa categoria gioca in terza divisione dal 1994 al 1996, conquistando anche una promozione in seconda divisione al termine della stagione 1995-1996. Gioca quindi nuovamente in questa categoria nella stagione 1996-1997 e nella prima parte della stagione 1997-1998: nel novembre del 1997 dopo 116 presenze e 7 reti in partite di campionato con il club viene infatti ceduto per 400000 sterline allo Sheffield Utd, altro club di seconda divisione.
Con le Blades nella sua prima stagione in squadra perde una finale play-off per la promozione in prima divisione; nel corso degli anni gioca spesso da titolare, restando in squadra fino al termine della stagione 2001-2002 per un totale di 154 presenze e 6 reti in quattro campionati e mezzo trascorsi nel club, tutti in seconda divisione. Nell'estate del 2002, da svincolato, fa ritorno all'Oxford United, nel frattempo retrocesso in quarta divisione: dopo una sola stagione, nella quale peraltro gioca da titolare (37 presenze ed una rete), nell'estate del 2003 si ritira. Nel gennaio del 2004 dopo alcuni mesi di inattività riprende però a giocare con il Bath City, club di Football Conference (quinta divisione e più alto livello calcistico inglese al di fuori della Football League), dove rimane fino al termine della stagione 2004-2005 quando, all'età di 31 anni, si ritira in modo definitivo.
In carriera ha totalizzato complessivamente 308 presenze e 14 reti nei campionati della Football League.